# Mount Cummings
Mount Cummings ist ein rund 1000 m hoher Berg an der Lassiter-Küste des Palmerlands auf der Antarktischen Halbinsel. Am nordöstlichen Kopfende des New Bedford Inlet ragt er am östlichen Ende des Galan Ridge in den Dana Mountains auf.
Wissenschaftler der der US-amerikanischen Ronne Antarctic Research Expedition (1947–1948) und des Falkland Islands Dependencies Survey kartierten ihn gemeinsam zwischen 1947 und 1948. Der United States Geological Survey kartierte ihn detaillierter anhand eigener Vermessungen und Luftaufnahmen der United States Navy aus den Jahren von 1961 bis 1967. Das Advisory Committee on Antarctic Names benannte den Berg 1968 nach Jack W. Cummings, Funker auf der Palmer-Station im Jahr 1965.